# Twee naakten in het bos
Twee naakten in het bos (Spaans: Dos desnudos en el bosque; Engels: Two Nudes in a Forest) is een olieverfschilderij van de Mexicaanse surrealistische kunstschilderes Frida Kahlo. Ze voltooide het in 1939. Het schilderij werd gegeven aan een goede metgezel van Kahlo, waarvan sommigen vermoeden dat het om actrice Dolores del Río gaat. De twee vrouwen op het schilderij komen ook voor in Kahlo's schilderij Lo que el agua me dio ('Wat het water me gaf') uit 1938, en ook haar slingeraap, die het paar vanuit het bos bekijkt, verschijnt in een eerder werk van Kahlo, namelijk Fulang-Chang y yo ('Fulang-Chang en ik') uit 1937.
In mei 2016 werd het schilderij op de Christie's veiling in New York voor 8 miljoen dollar verkocht.

## Interpretaties
De twee naakte vrouwen op het schilderij, een met een donkere en een met een lichte huid, worden gezien als representaties van Kahlo's etnische identiteit die verband houdt met haar inheemse wortels, maar ook met haar Europese afkomst, iets dat ook wordt onderzocht in Las dos Fridas ('De twee Frida's'). Het schilderij vestigt ook de aandacht op Kahlo's biseksualiteit, iets dat ze openlijk uitdrukte in haar schilderijen, zoals in Autorretrato con pelo corto ('Zelfportret met kort haar'). 